# Patchanka (chanson)
Singles de Mano Negra
Pas assez de toi
Patchanka est une chanson du groupe Mano Negra, sortie en single en 1990. Elle est issue de l'album Puta's Fever. Elle figure donc aussi sur la compilation Amerika perdida sortie en 1991 et qui regroupe les deux premiers albums de La Mano Negra.